# 관점
관점(a point of view)이란 철학에서 사고를 특정하게 진술하는 방식이며, 어떤 개인적 견해로부터 무엇인가를 이해하고 생각하는 태도이다. 의미상 동일한 단어는 견해(perspective)이다. Margarita Vázquez Campos 와 Antonio Manuel Liz Gutiérrez는 "관점의 개념"(The Notion of Point of View )이란 책에서 개념의 구조를 포괄적으로 분석하는 것이라고 말한다. 이 개념이 충분하게 분석되지 못했다고 하면서, 헬라 철학자 파르메니아와 헤라클리토소로부터 출현과 실재에 대한 관계를 논의하고 있다. 자신들의 관점은 실재과 관련된다고 주장한다. 또한 그들은 관점과 실재의 관계성의 하나의 예화로서 비트겐스타인의 사진이나 모델에 대한 이론을 주목한다.

## 같이 보기
- 패러다임
- 움벨트
- 세계관
- 가치시스템

## 참고 문헌
- Margarita Vázquez Campos, Antonio Manuel Liz Gutiérrez, "The Notion of Point of View", in: Temporal Points of View: Subjective and Objective Aspects, Springer, 2015, ISBN 3319198157
- Manuel Liz, "Models and Points of View: The Analysis of the Notion of Point of View", in: Lorenzo Magnani (ed.), Model-Based Reasoning in Science and Technology: Theoretical and Cognitive Issues, Springer Science & Business Media, 2013, ISBN 364237428X